# Demotape (Loikaemie-Album)
Demotape ist die geläufige Bezeichnung für die 1995 veröffentlichte Demokassette der Oi!-Band Loikaemie. Im Jahr 2011 erschien ein Bootleg im CD-Format.

## Titelliste
| A-Seite 1. Es gibt beim Fernsehen Leute ... – 2:28 2. Ede Aus'm Knast – 3:44 3. Skinhead (bist du nicht) – 2:41 4. Sadist – 4:37 5. Geil, geil, geil – 5:10 6. Nachgedacht – 6:28 | B-Seite 1. Veganer – 2:16 2. Perverse Sau – 2:14 3. Das Mururoa-Kind – 6:03 4. Deutsche Justiz – 3:06 5. Remember – 2:35 6. Wieder mal Freitag – 5:50 |

Auf der Wiederveröffentlichung aus dem Jahr 2011 ist Wieder mal Freitag als Eröffnungsstück zu hören.

## Stil und Inhalt
Die Lieder sind gänzlich dem Oi!-Genre zuzuordnen. Die Geschwindigkeit variiert dabei stark, mehrere Stücke weisen Tempowechsel auf. Das lyrische Ich spricht in den meisten Liedern aus der Ich-Perspektive.
In Es gibt beim Fernsehen Leute ... werden Medienvertreter kritisiert, die Skinheads pauschal Faulheit, Gewaltbereitschaft und asoziales Verhalten vorwerfen. Das Lied beginnt langsam, das Tempo steigert sich nach der ersten Strophe.
Ede aus'm Knast beinhaltet die Erlebnisse der Titelfigur, die nach zehn Jahren Haft entlassen wird. Er kann sich aber nicht an seine Umgebung gewöhnen und sticht letztlich betrunken einen Polizisten nieder. Die Musik ist durchgehend mittelschnell.
Sadist ist mit mehreren Tempowechseln eingespielt. Es werden die Taten eines Serienmörders behandelt.
In Skinhead (bist du nicht) wendet sich die Band gegen rechtsgerichtete Szeneangehörige. Nach einem schleppenden Beginn geht das Stück zum mittelschnellen Tempo über.
In Geil, geil, geil wird berichtet, wie der in der DDR lebende Schüler Ringo eine Diskothek besucht und dort einem Dealer aus der BRD begegnet. Dieser beschreibt ihm den Wandel des dortigen Szenelebens. Nach der Heimkehr schreibt Ringo einen Aufsatz, in dem er Pawel Kortschagin als seinen Helden bezeichnet und sich selbst wünscht, ein prinzipienfester Revolutionär zu sein. Die Musik ist stark rhythmisch betont und überwiegend schnell.
Nachgedacht ist langsam und melodisch eingespielt. Das lyrische Ich reflektiert sein bisheriges Leben und fühlt sich sowohl im Hinblick auf die Vergangenheit wie auch die Zukunft ratlos und deprimiert.
In Veganer wird die vegane Ernährungsweise abgelehnt. Das Tempo des Liedes wechselt mehrmals.
In Perverse Sau berichtet der Protagonist von sadomasochistischen Erfahrungen mit seiner Nachbarin. Der Refrain besteht aus stöhnenden Geräuschen, die Musik ist gänzlich mittelschnell.
Das Mururoa-Kind ist aus Sicht einer Person geschrieben, die aufgrund der Atombombentests auf dem Mururoa-Atoll schwere gesundheitliche Schäden erlitt. Der damalige französische Präsident Jacques Chirac wird in dem Stück mehrmals verbal angegriffen. Das Lied ist durchgehend langsam gehalten.
In Deutsche Justiz werden Richtern und Polizisten Fehlverhalten und „Rückgratlosigkeit“ vorgeworfen. Im Mittelteil wird der Text kurzzeitig als Sprechgesang und lediglich von Schlagzeug und Bass unterlegt vorgetragen.
In Remember werden in nostalgischer Art Erinnerungen an Konzerte, Trinkgelage und Frauengeschichten dargebracht. Das lyrische Ich mahnt dazu, sich an den „Spirit of '69“ zu erinnern. Bis auf wenige Breaks ist das Lied gleichmäßig im mittleren Tempo gehalten und beinhaltet als einziges des Demos auch englischsprachige Textpassagen.
In Wieder mal Freitag reist das lyrische Ich nach einer anstrengenden Arbeitswoche voller Vorfreude zu einem Konzert. Dort kommt es zu Übergriffen durch rechtsextreme Skinheads und auf der Heimfahrt ist der Erzähler daher voller Rachegefühle auf die Angreifer. Der langsame Beginn des Liedes weist Ska-Elemente auf, im langen Mittelteil ist es wechselseitig mittelschnell bzw. langsam eingespielt. Das Ende ist schnell gehalten.
Die Stücke Es gibt beim Fernsehen Leute ..., Ede aus'm Knast, Perverse Sau und Remember spielten Loikaemie für ihr Debütalbum Ihr für uns und wir für euch (1996) nochmals ein. Letzteres ist auch auf den Livealben 10 Jahre Power from the Eastside (2005) und 20 Jahre. Das Fest. Der Abschied. Die Geschichte. (2016) enthalten.

## Gestaltung
Das Cover der Originalausgabe ist schwarz gehalten und zeigt den Bandnamen in weißer Frakturschrift am unteren Rand. Auf einer alternativen Version des Covers ist eine ramponierte Musikkassette mit herausgerissenem Band zu sehen. Darunter befinden sich der Bandname sowie der Schriftzug Demotape – 1995.